# Luis Omedes
Luis Omedes Calonja (Alza, 12 gennaio 1938 – 20 luglio 2022) è stato uno slittinista e canottiere spagnolo.
Ha gareggiato nella competizione del singolo maschile di slittino ai Giochi olimpici invernali del 1968.

## Partecipazioni olimpiche
| Competizione | Pos. | Data            | Città    |
| ------------ | ---- | --------------- | -------- |
| Singolo      | 45ª  | 4 febbraio 1968 | Grenoble |